# Das Kurheim
Das Kurheim ist eine von Gyula Trebitsch in den Jahren 1971 und 1972 produzierte Fernsehserie. Sie wurde ab April 1972 im Vorabendprogramm der ARD ausgestrahlt.

## Handlung
Der Mann von Marion Mohn muss wegen eines schweren Unfalls für längere Zeit ins Krankenhaus. Es ist nun an ihr, die Familie finanziell über Wasser zu halten. Am Kurheim Medebach findet sie eine Stellung als Assistentin der Heimleiterin Henriette Below. Während sie sich dort der Kurgäste und deren Sorgen und Probleme annimmt, muss sie sich auch um ihre beiden Söhne und andere Familienangelegenheiten kümmern. Sie findet Hilfe und Unterstützung bei der Heimleiterin.

## Hintergrund
Die Serie, die auch unter dem Namen Kurheim Medebach firmierte, wurde in zwei Staffeln (6 bzw. 7 Folgen) gedreht. Die Ausstrahlung erfolgte jedoch in nur einer Staffel.

## Gastdarsteller (Auswahl)
Die Schauspieler Helga Feddersen, Antje Hagen, Lieselotte Arnold, Olaf Sveistrup, Margot Trooger, Kurt Jaggberg, Gerhart Lippert, Gerda-Maria Jürgens, Rolf Schimpf und Will van Deeg hatten in dieser Serie Gastauftritte.

## Episoden
| Folge | Titel                   | Erstausstrahlung |
| ----- | ----------------------- | ---------------- |
| 1     | Die Bewerbung           | 12. April 1972   |
| 2     | Die Kinder              | 19. April 1972   |
| 3     | Der Gejagte             | 26. April 1972   |
| 4     | Der Organisator         | 3. Mai 1972      |
| 5     | Der Rosenkavalier       | 10. Mai 1972     |
| 6     | Veränderungen           | 17. Mai 1972     |
| 7     | Birkenfeld              | 24. Mai 1972     |
| 8     | Frau Obermayer          | 31. Mai 1972     |
| 9     | Freizeitbeschäftigungen | 7. Juni 1972     |
| 10    | Sommerball              | 14. Juni 1972    |
| 11    | Monika                  | 21. Juni 1972    |
| 12    | Angebote                | 28. Juni 1972    |
| 13    | Verdächtigungen         | 5. Juli 1972     |